# Efeitos da mudança climática nos seres humanos

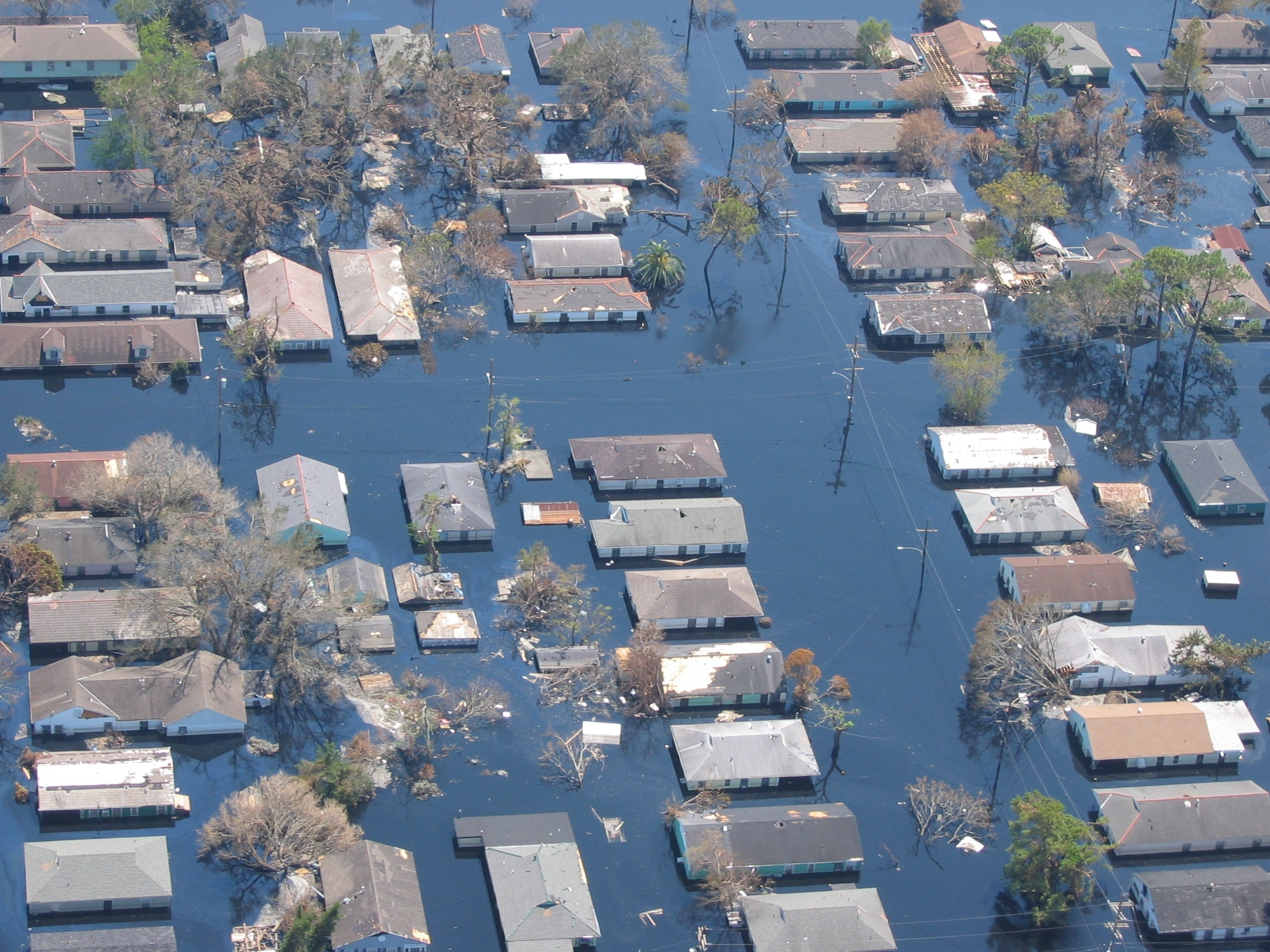
Inundação em Nova Orleães, nos Estados Unidos, após a passagem do Furacão Katrina em 2005.

Os efeitos da mudança climática nos seres humanos são de longo alcance e incluem: efeitos na saúde, meio ambiente, deslocamento e migração, segurança, sociedade, povoamentos humanos, energia e transporte. A mudança climática trouxe alterações possivelmente irreversíveis aos sistemas geológicos, biológicos e ecológicos da Terra. Essas mudanças levaram ao surgimento de riscos ambientais em grande escala para a saúde humana; tais como condições meteorológicas extremas, destruição da camada de ozônio, aumento do perigo de incêndios florestais, perda de biodiversidade, tensões nos sistemas de produção de alimentos e a propagação global de doenças infecciosas. Além disso, estima-se que as mudanças climáticas causem mais de 150.000 mortes anualmente em 2002, com a Organização Mundial da Saúde a estimar que esse número aumentará para 250.000 mortes anualmente entre 2030 e 2050.
Um crescente número de pesquisas explora os muitos impactos da mudança climática na saúde humana, abastecimento de alimentos, crescimento económico, migração, segurança, mudanças sociais e bens públicos, como água potável. As consequências dessas mudanças são provavelmente prejudiciais a longo prazo. Por exemplo, Bangladesh passou por um aumento nas doenças sensíveis ao clima; como malária, dengue, diarreia infantil e pneumonia, entre comunidades vulneráveis. Numerosos estudos sugerem que os impactos líquidos actuais e futuros das mudanças climáticas na sociedade humana continuarão a ser esmagadoramente negativos.
A maioria dos efeitos adversos das mudanças climáticas são vivenciados por comunidades pobres e de baixo rendimento em todo o mundo, que apresentam níveis muito mais elevados de vulnerabilidade às determinantes ambientais de saúde, riqueza e outros fatores. Elas também têm níveis muito mais baixos de capacidade disponível para lidar com as mudanças ambientais. Um relatório sobre o impacto humano global em termos de mudança climática foi publicado pelo Fórum Humanitário Global em 2009, que estimou mais de 300.000 mortes e cerca de 125 biliões de dólares americanos em perdas económicas a cada ano. Isso indica como a maior parte da mortalidade induzida pelas mudanças climáticas se deve ao agravamento das cheias e secas nos países em desenvolvimento. Organizações de Mudança Climática, como a GECCO, tentam educar outras pessoas e fazer com que elas percebam o que podem fazer individualmente.

## Efeitos psicológicos
A associação entre a alteração climática e os impactos no funcionamento mental não é nova. Há pelo menos 20 anos, existem estudos a respeito da prevalência da estação de outono ou inverno, junto aos seus climas frios, na ascensão dos casos depressivos, embora o tema não seja comum no Brasil, já que a mudança das estações é pouco definida. [carece de fontes?]
Todavia, explorar-se-á outro alarmante problema, a ecoansiedade, de maneira comparativa das suas consequências entre gerações a partir de 1940 até 1960 (baby boomers) e a recente geração (gen Z).[carece de fontes?]

### Diferenças socioambientalistas: Baby boomers X Geração Z
No início dos anos 30, o Brasil teria o início da sua Revolução Industrial tardia. Assim, os baby boomers acompanharam os primeiros investimentos políticos efetivos no ramo industrial, tal como as primeiras consequências ambientais.
De acordo com o Inpe( Instituto Nacional de Pesquisa Espacial) em 1961 as ondas de calor eram um fenômeno climática com uma média de 7 dias; já no dado de 2021, o número aumento quase oito vezes, com uma possível duração de 52 dias.
Por outro lado, a mesma pesquisa demonstra na região sul do país o crescente número de precipitações. Desse modo, a alternância atual entre os extremos climáticos traz uma sensação de imprevisibilidade e descontrole, associada à ecoansiedade.

### Ecoansiedade e consequências
Proveniente do neologismo “ecologia” mais “ ansiedade” o termo Ecoansiedade designa uma situação de preocupação alinhada a razões ambientais. Acredita-se atualmente que essa síndrome social tenha sido causada por um quadro de analfabetismo científico, unido à veiculação de notícias em tom sensacionalista e alarmante. Contudo, apesar da discussão sobre o transtorno ter crescido nos últimos anos, ainda existem poucas pesquisas sobre a definição específica do termo e suas variações. 
A falta de um consenso entre os profissionais de saúde sobre como lidar com esse problema decorre da incerta classificação dentro dos transtornos no espectro da palavra ansiedade.No entanto, quando analisada em sua natureza, a ecoansiedade demonstra possuir elementos das variadas subcategorias (ansiedade generalizada, ansiedade existencial, ansiedade patológica), incluindo, em alguns casos, sintomas correlacionados a hiperativação do eixo HPA, característico da ansiedade crônica, mesmo que constituam a exceção daqueles ecoansiosos
Relatos na mídia sobre a mudança climática descrevem sintomas como irritabilidade, fraqueza, perda de apetite, ataques de pânico e insônia; os principais afetados, de acordo com pesquisa realizada na Austrália, local com ênfase no ensino do meio ambiente e mudanças climáticas, são os jovens.

### Depressão sazonal
Enquanto a ansiedade, a depressão melancólica, o transtorno obsessivo-compulsivo, entre outras condições, estão associadas ao aumento na ativação do eixo HPA; a depressão atípica ou sazonal reduz o funcionamento desse eixo, gerando a hipoativação.
O fator da luz solar, ou melhor, a falta dela, pode ser propulsor para o desenvolvimento da depressão de inverno, também conhecida por depressão sazonal; isso se deve ao desequilíbrio hormonal, principalmente na melatonina, hormônio que tem como função preparar o organismo para o sono. Neste sentido, com altos níveis de melatonina no corpo, maior a sensação de sonolência. Portanto, por ilação, invernos nos quais a falta da luz solar é proeminente, as taxas de melatonina aumentam, gerando um quadro conhecido por hipersonia.
Na aprendizagem, crianças diagnosticadas com o transtorno em questão podem apresentar irritabilidade, desânimo, falta de concentração, conduta anti-social. Também relata-se a presença de queixas somáticas, tais quais disenteria. Todos os fatores citados corroboram a queda na aprendizagem e prejuízos escolares. Ademais, ainda que a depressão de inverno (SAD, disordem efetiva sazonal, ou na sigla nacional, transtorno afetivo sazonal, TAS) tenha relação tradicional com as mudanças climáticas esperadas do outono para o inverno, a possibilidade da TAS no verão é discutida, sendo atribuída às altas temperaturas, umidade e até concentração de polén. Esse último caso está propenso a alterações pelo aumento nas temperaturas do verão.